# Troglodytes rufulus
A Corruíra do tepui (Troglodytes rufulus) é uma espécie de ave pertencente à família Troglodytidae, endêmica da região do Monte Roraima.

## Distribuição ehabitat
Vivem nas bordas dos bosques e matagais do Tepui, e regiões limítrofes da Venezuela como Guiana e Roraima, Brasil, entre os 1.000 e 2.800 metros de altitude.

## Descrição
Mede entre 11,4 e 12,2 centímetros. Sua plumagem na parte superior é castanho escuro e na parte inferior, castanho claro; apresenta sobrancelhas ocráceo e bochechas com tons de ocre; os asas e a cauda possuem finas listras escuras.